# Sitios de arte rupestre de Kondoa
Los Sitios de arte rupestre de Kondoa es un conjunto de cavernas, en el distrito de Kondoa, región de Dodoma, en Tanzania. Las grutas contienen arte rupestre, alguna de las cuales se cree que tiene más de 3000 años, pero la mayor parte de ellas no tiene más de unas centenas de años. Las pinturas muestran personas, animales y escenas de caza. El área protegida abarca una extensión de 233.600 ha.
Fue inscrito en el Patrimonio de la Humanidad de la Unesco en el año 2006.